# Esteban Cambiasso
Esteban Matias Cambiasso Deleau (sinh ngày 18 tháng 8 năm 1980 ở Buenos Aires) là một cựu cầu thủ bóng đá người Argentina hiện đã giải nghệ. Biệt danh của anh là "Cuchu".

## Sự nghiệp câu lạc bộ

### Giai đoạn đầu
Cambiasso bắt đầu sự nghiệp chơi bóng chuyên nghiệp cho câu lạc bộ Argentinos Juniors vào năm 1995, chuyển tới đội B của Real Madrid vào năm 1996.
Vào năm 1998, anh chuyển lại về Argentina nơi anh chơi trong 3 năm cùng Independiente và một năm cùng River Plate. Với một số kinh nghiệm tích luỹ được, anh trở lại Real Madrid vảo năm 2002. Anh giúp Los Blancos giành Siêu cúp bóng đá châu Âu vào năm 2002,La Liga và Intercontinental Cup vào năm 2003, và Siêu cúp bóng đá Tây Ban Nha vào năm 2003.

### Inter Milan
Vào tháng 7 năm 2004, Cambiasso ký hợp đồng cùng Internazionale sau khi hợp đồng của anh cùng Real Madrid hết hạn vào tháng 6 năm 2004. Anh giúp Inter Milan vô địch cúp bóng đá quốc gia Italia trong mùa giải đầu tiên cùng đội bóng, thường chơi ở vị trí tiền vệ trụ, đối tác của anh ở vị trí này là một cầu thủ người Argentina khác: Juan Sebastián Verón. Ở Ý, anh trở thành một trong những cầu thủ nổi bật ở mùa giải 2004-05 cùng Kaká của AC Milan.
Trong trận chung kết lượt về Coppa Italia 2006, Cambiasso ghi một bàn thắng tuyệt đẹp để mở tỉ số trận đấu và đóng góp vào chiến thắng 3-1 trước A.S. Roma. Vào ngay 30 tháng 9 năm 2006, anh ghi 2 bàn trong trận mở màn mùa giải khi Inter đánh bại ACF Fiorentina 3-2. Vào ngày 7 tháng 11 năm 2007, anh cùng Zlatan Ibrahimović mỗi người ghi 2 bàn trong chiến thắng 4-2 trước PFC CSKA Moscow ở cúp C1. Vào ngày 23 tháng 3 năm 2009, Inter cùng Cambiasso ký hợp đồng mới có thời hạn đến năm 2014.
Trong năm mùa giải cùng Inter, Cambiasso chứng minh bản thân như là cầu thủ chủ chốt của đội bóng, và cũng trở thành một trong những tiền vệ hay nhất Serie A. Nhiều fan Inter mong muốn anh trở thành người kế thừa chiếc băng đội trưởng của đội bóng từ tay Javier Zanetti.
Ngày 8 tháng 9 năm 2017, Cambiasso chính thức giã từ sự nghiệp thi đấu quốc tế sau 22 năm thi đấu chuyên nghiệp.

## Sự nghiệp thi đấu quốc tế
Cambiasso bắt đầu chơi cho đội tuyển Argentina từ các đội trẻ, cùng những đồng đội như Juan Román Riquelme, Pablo Aimar, Wálter Samuel và một số cầu thủ khác. Anh tham dự giải Trẻ Thế giới vào năm 1997, giải đấu mà anh ghi bàn đầu tiên ở trận chung kết dù cho anh là người trẻ nhất, và sau đó anh đeo băng đội trưởng vào năm 1999.
Cambiasso có trận ra mắt cho đội tuyển quốc gia Argentina vào năm 2000. Vào ngày 15 tháng 5 năm 2006, anh được triệu tập vào đội tuyển Argentina ở World Cup 2006, và vào ngày 16 tháng 6, anh kết thúc 24 đường chuyển của các cầu thủ Argentina sau khi ghi bàn trong trận gặp Serbia và Montenegro. Ở trận tứ kết gặp Đức vào ngày 30 tháng 6 năm 2006, khi trận đấu bước vào loạt luân lưu, nơi cú đá của Cambiasso bị cản phá và đó cũng là quả đá quyết định dẫn tới trận thua 2-4 của Argentina và Đức được vào bán kết.
Kể từ khi Diego Maradona lên nắm quyền ở đội tuyển Argentina, Cambiasso chưa được triệu tập vào đội tuyển dù cho vẫn đang giữ một vị trí quan trọng tại Inter và được đánh giá là một trong những tiền vệ hay nhất châu Âu.
Sau Cúp bóng đá Nam Mỹ 2011 đáng thất vọng của đội tuyển Argentina (thất bại trước Uruguay trên chấm 11m), Cambiasso quyết định chia tay đội tuyển Argentina sau 11 năm gắn bó, tổng cộng anh đã 52 lần ra sân và ghi được 5 bàn thắng.

## Thống kê sự nghiệp

### Câu lạc bộ
Tính đến ngày 30 tháng 4 năm 2017.
| Câu lạc bộ  | Câu lạc bộ     | Câu lạc bộ         | Giải đấu       | Giải đấu       | Cúp quốc gia | Cúp quốc gia | châu Âu | châu Âu | Tổng cộng | Tổng cộng |
| Mùa giải    | Câu lạc bộ     | Giải đấu           | Trận           | Bàn            | Trận         | Bàn          | Trận    | Bàn     | Trận      | Bàn       |
| Argentina   | Argentina      | Argentina          | Giải đấu       | Giải đấu       | Cúp quốc gia | Cúp quốc gia | Nam Mỹ  | Nam Mỹ  | Tổng cộng | Tổng cộng |
| ----------- | -------------- | ------------------ | -------------- | -------------- | ------------ | ------------ | ------- | ------- | --------- | --------- |
| 1998–99     | Independiente  | Primera División   | 27             | 3              |              |              |         |         | 27        | 3         |
| 1999–00     | Independiente  | Primera División   | 36             | 6              |              |              |         |         | 36        | 6         |
| 2000–01     | Independiente  | Primera División   | 35             | 5              |              |              |         |         | 35        | 5         |
| 2001–02     | River Plate    | Primera División   | 37             | 12             |              |              |         |         | 37        | 12        |
| Tây Ban Nha | Tây Ban Nha    | Tây Ban Nha        | La Liga        | La Liga        | Copa del Rey | Copa del Rey | Châu Âu | Châu Âu | Tổng cộng | Tổng cộng |
| 2002–03     | Real Madrid    | La Liga            | 24             | 0              | 5            | 0            | 10      | 0       | 39        | 0         |
| 2003–04     | Real Madrid    | La Liga            | 17             | 0              | 4            | 1            | 5       | 0       | 26        | 1         |
| Ý           | Ý              | Ý                  | Serie A        | Serie A        | Coppa Italia | Coppa Italia | Châu Âu | Châu Âu | Tổng cộng | Tổng cộng |
| 2004–05     | Internazionale | Serie A            | 30             | 2              | 3            | 0            | 11      | 0       | 44        | 2         |
| 2005–06     | Internazionale | Serie A            | 34             | 5              | 3            | 1            | 10      | 0       | 47        | 6         |
| 2006–07     | Internazionale | Serie A            | 21             | 3              | 4            | 1            | 2       | 1       | 27        | 5         |
| 2007–08     | Internazionale | Serie A            | 33             | 6              | 2            | 0            | 8       | 2       | 43        | 8         |
| 2008–09     | Internazionale | Serie A            | 35             | 4              | 3            | 1            | 8       | 0       | 46        | 5         |
| 2009–10     | Internazionale | Serie A            | 30             | 3              | 4            | 0            | 12      | 1       | 46        | 4         |
| 2010–11     | Internazionale | Serie A            | 30             | 7              | 4            | 0            | 7       | 1       | 41        | 8         |
| 2011–12     | Internazionale | Serie A            | 37             | 4              | 2            | 0            | 8       | 1       | 47        | 5         |
| 2012–13     | Internazionale | Serie A            | 33             | 3              | 0            | 0            | 13      | 1       | 46        | 4         |
| 2013–14     | Internazionale | Serie A            | 32             | 4              | 1            | 0            | —       | —       | 33        | 4         |
| Anh         | Anh            | Anh                | Premier League | Premier League | FA Cup       | FA Cup       | Châu Âu | Châu Âu | Tổng cộng | Tổng cộng |
| 2014–15     | Leicester City | Premier League     | 31             | 5              | 2            | 0            | —       | —       | 33        | 5         |
| Hy Lạp      | Hy Lạp         | Hy Lạp             | Giải đấu       | Giải đấu       | Cúp quốc gia | Cúp quốc gia | Châu Âu | Châu Âu | Tổng cộng | Tổng cộng |
| 2015–16     | Olympiacos     | Superleague Greece | 14             | 2              | 3            | 2            | 4       | 0       | 21        | 4         |
| 2016–17     | Olympiacos     | Superleague Greece | 14             | 0              | 5            | 1            | 9       | 2       | 28        | 3         |
| Quốc gia    | Argentina      | Argentina          | 135            | 26             |              |              |         |         | 135       | 26        |
| Quốc gia    | Tây Ban Nha    | Tây Ban Nha        | 41             | 0              | 9            | 1            | 15      | 0       | 65        | 1         |
| Quốc gia    | Ý              | Ý                  | 315            | 41             | 26           | 3            | 79      | 7       | 420       | 51        |
| Quốc gia    | Anh            | Anh                | 31             | 5              | 2            | 0            | —       | —       | 33        | 5         |
| Quốc gia    | Hy Lạp         | Hy Lạp             | 28             | 2              | 8            | 3            | 13      | 2       | 49        | 7         |
| Tổng cộng   | Tổng cộng      | Tổng cộng          | 550            | 74             | 45           | 7            | 107     | 9       | 702       | 90        |

### Đội tuyển quốc gia
Tính đến 7 tháng 7 năm 2011.
| Argentina | Argentina | Argentina |
| Năm       | Trận      | Bàn       |
| --------- | --------- | --------- |
| 2000      | 1         | 0         |
| 2001      | 0         | 0         |
| 2002      | 0         | 0         |
| 2003      | 5         | 0         |
| 2004      | 4         | 0         |
| 2005      | 10        | 1         |
| 2006      | 7         | 1         |
| 2007      | 13        | 1         |
| 2008      | 5         | 1         |
| 2009      | 1         | 0         |
| 2010      | 2         | 0         |
| 2011      | 4         | 1         |
| Tổng cộng | 52        | 5         |

### Bàn thắng cho đội tuyển quốc gia
| #  | Ngày      | Địa điểm                                      | Đối thủ              | Bàn thắng | Kết quả | Giải đấu                 |
| -- | --------- | --------------------------------------------- | -------------------- | --------- | ------- | ------------------------ |
| 1. | 21-6-2005 | Frankenstadion, Nuremberg, Đức                | Đức                  | 2–2       | 2–0     | Confed Cup 2005          |
| 2. | 16-6-2006 | Veltins-Arena, Gelsenkirchen, Đức             | Serbia và Montenegro | 2–0       | 6–0     | World Cup 2006           |
| 3. | 5-6-2007  | Camp Nou, Barcelona, Tây Ban Nha              | Algérie              | 3–2       | 4–2     | Giao hữu                 |
| 4. | 10-8-2008 | Sân vận động Monumental, Lima, Peru           | Perú                 | 1–0       | 1–1     | Vòng loại World Cup 2010 |
| 5. | 27-3-2011 | Sân vận động MetLife, East Rutherford, Hoa Kỳ | Hoa Kỳ               | 1–0       | 1–1     | Giao hữu                 |

## Danh hiệu
- Primera División Argentina Clausura: 2002

#### Real Madrid
- La Liga: 2002–03
- Cúp bóng đá liên lục địa: 2002
- Siêu cúp bóng đá châu Âu: 2002
- Siêu cúp bóng đá Tây Ban Nha: 2003

#### Internazionale
- Serie A: 2005–06, 2006–07, 2007–08, 2008–09, 2009-2010
- Coppa Italia: 2005, 2006, 2010
- Siêu cúp bóng đá Ý: 2005, 2006, 2008
- UEFA Champions League: 2009-2010
- FIFA Club World Cup: 2010

#### Quốc tế
- Giải bóng đá trẻ Nam Mĩ: 1997, 1999
- Giải bóng đá trẻ thế giới: 1997

#### Cá nhân
- Golden Pirate: 2006 [4]